# Aéroport régional de Tabuk
L'aéroport régional de Tabuk (anciennement base aérienne du roi Faiçal) est l'aéroport régional civil et militaire de Tabuk (nord ouest de l'Arabie saoudite).

## Situation
| Neom Dammam Djeddah Riyadh Médine Al-Hofuf Yanbu Buraidah Abha Al Bahah Haïl Tabuk Ta'if Al-Jawf Al Wajh Arar Bisha Dawadmi Gurayat Najran Qaisumah Rafha Sharurah Al-`Ula Turaif Wadi al-Dawasir |

## Compagnies et destinations
| Compagnies       | Destinations                                                                                            |
| ---------------- | --- |
| Air Arabia Egypt | Le Caire                                                                                                |
| Flyadeal         | Djeddah - Roi-Abdelaziz, Riyad-roi Khaled                                                               |
| flydubai         | Dubaï                                                                                                   |
| Flynas           | Djeddah - Roi-Abdelaziz, Riyad-roi Khaled                                                               |
| Nesma Airlines   | Le Caire, Haïl                                                                                          |
| Nile Air         | Le Caire                                                                                                |
| Qatar Airways    | Doha-Hamad (suspendu)                                                                                   |
| Saudia           | Abha, Dammam-roi Fahd, Djeddah - Roi-Abdelaziz, Jizan, Médine-Prince M. Bin Abdulaziz, Riyad-roi Khaled |

Édité le 16/05/2020

## Statistiques
Pour des raisons techniques, il est temporairement impossible d'afficher le graphique qui aurait dû être présenté ici.

Voir la requête brute et les sources sur Wikidata.